# ضمور الزيتونة والجسر والمخيخ

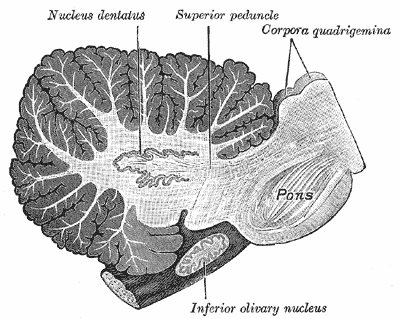
النواة الزيتونية السفلية

ضمور الزيتونة والجسر والمخيخ (بالإنجليزية: Olivopontocerebellar) هو تنكس الخلايا العصبية في مناطق معينة من الدماغ في المخيخ، والجسر، ونواة الزيتونة السفلية. يحدث ضمور الزيتونة والجسر والمخيخ في العديد من متلازمات التنكس العصبي، بما في ذلك الأشكال الموروثة وغير الموروثة من الرنح (مثل ترنح النخاع الشوكي الوراثي المعروف باسم مرض ماتشادو جوزيف) وضمور الجهازي المتعدد (MSA) الذي يترافق معه بشكل أساسي.
قد يحدث ضمور الزيتونة والجسر والمخيخ أيضًا في أدمغة الأفراد الذين يعانون من اضطرابات البريون وأمراض التمثيل الغذائي الموروثة. يمكن رؤية المناطق المميزة لتلف الدماغ التي تشير إلى الضمور من خلال تصوير الدماغ باستخدام الأشعة المقطعية أو دراسات التصوير بالرنين المغناطيسي.
صاغ المصطلح في الأصل جوزيف جول ديجيرين وأندريه توماس.

## العلامات والأعراض
يتميز ضمور الزيتونة والجسر والمخيخ بالرنح المخيخي الذي يحدث بشكل تدريجي، مما يؤدي إلى الخراقة في حركات الجسم، والانحراف عن خط الوسط عند المشي، والوقوف بتباعد كبير بين القدمين، والسقوط بدون وجود علامات الشلل أو الضعف. يمكن أن يختلف العرض السريري اختلافًا كبيرًا بين المرضى، ولكنه يؤثر في الغالب على الكلام والتوازن والمشي. تشمل المشاكل العصبية المحتملة الأخرى خلل النطق التشنجي، وفرط التوتر، وفرط المنعكسات، والصلابة، وخلل النطق، وعسر البلع، وخلل التوتر العضلي في الرقبة.

## التشخيص
يعتمد تشخيص ضمور الزيتونة والجسر والمخيخ على إجراء فحص طبي شامل. فمع وجود علامات وأعراض المرض، تُجرى دراسات التصوير، والاختبارات المعملية المختلفة وتقييم تاريخ العائلة المرضي.
قد يُظهر التصوير بالرنين المغناطيسي للدماغ خصائص ضمور الزيتونة والجسر والمخيخ، مثل تغييرات معينة في حجم الأجزاء المصابة من الدماغ. تزداد احتمالية حدوث ذلك مع تقدم المرض. قد تترافق حالة ضمور الزيتونة والجسر والمخيخ مع تصوير بالرنين المغناطيسي للدماغ خال من التظاهرات المرضية (خاصة خلال السنة الأولى من ظهور الأعراض).
قد يُشتبه في حالة ضمور الزيتونة والجسر والمخيخ الوراثي بناءً على وجود تاريخ عائلي، ويُشخص عن طريق الاختبارات الجينية (عند توفرها) للحالة المشتبه فيها أو المعروف أنها موجودة في العائلة. يمكن تشخيص ضمور الزيتونة والجسر والمخيخ المتقطع بعد استبعاد الأشكال الوراثية للمرض، والحالات الأخرى المرتبطة بضمور الزيتونة والجسر والمخيخ.

## العلاج
يهدف إدخال العلاج الفيزيائي إلى تحسين التوازن والمشية لمرضى ضمور الزيتونة والجسر والمخيخ، من خلال تحفيز التغيرات اللدنة العصبية في البنية العصبية الضامرة. سبق أن ثبت أن برنامج العلاج الموجه نحو التحدي مفيد للأفراد الذين يعانون من رنح ضمور الزيتونة والجسر والمخيخ. يتكون برنامج العلاج من تدريب متكرر مع تحديات مهمة (مثل دورة عقبة) و/أو اكتساب مهارات حركية جديدة على مدى 12 أسبوعًا تحت إشراف أخصائي علاج فيزيائي. لوحظ وجود تقدم في تحديات المهام فقط عندما يظهر المريض إتقانه لمهمة ما.
يمكن استخدام أنظمة الحزام فوق الأرض للسماح لمرضى ضمور الزيتونة والجسر والمخيخ بتحدي توازنهم بدون احتمال السقوط. إضافة لذلك، تُستخدم برامج التمارين المنزلية و/أو التمارين المائية للسماح بمزيد من التكرار لتسهيل التعلم المتوازن. يجب مراقبة برامج العلاج وتعديلها بشكل متكرر بناءً على تقدم المريض. تعتبر مقاييس النتائج مثل مقياس توازن بيرج ومؤشر المشية الديناميكي ومقاييس الثقة بالتوازن الخاصة بالأنشطة مفيدة لتقييم تقدم المريض مع مرور الوقت.